# Roger Shah
Roger Shah (ur. 29 listopada 1972) – niemiecki DJ i producent muzyczny.
Swoją karierę muzyczną rozpoczął w roku 1996, a po roku działalności takimi przebojami jak Claps, Commandments czy Riddim, osiągnął pierwsze miejsca na światowych listach przebojów, zwracając tym samym na siebie uwagę wszystkich cenionych Dj-ów w Europie. Jego ostatnie produkcje były wspierane przez Paula van Dyka, Armina van Buurena, Above & Beyond, Ferry Corstena, i DJ-a Tiësto. Wielokrotnie występował w klubie Ministry Of Sound UK.
Roger Shah jest jedynym niemieckim producentem muzycznym, który współpracował z Tiësto przy produkcji In Search of Sunrise 5. Współpraca z Arminem van Buurenem zaowocowała takim przebojem jak "Going Wrong" (wokal: Chris Jones). Razem z Pedro Del Marem, Dj Shah prowadzi w niemieckim radiu show Mellomania, oraz - już samodzielnie - Magic Island Radio Show.
Roger Shah w 2008 roku znalazł się na 58 miejsciu listy DJ Mag's list of the 2008 Top 100 DJ's, a obecnie zajmuje on 33 miejsce na Global DJ List.

## Dyskografia

### Dj Shah
Albumy studyjne
- Dj Shah - The Album (2000)
- Songbook (2008)
- Openminded!? (2011)
- No Boundaries (TBA 2018)

Kompilacje
- Magic Island Music for Balearic People - Mixed by Roger Shah (2008)
- Magic Island Music for Balearic People vol.2 - Mixed by Roger Shah (2009)
- Magic Island Music for Balearic People vol.3 - Mixed by Roger Shah (2010)
- Magic Island Music for Balearic People vol.4 - Mixed by Roger Shah (2012)
- Magic Island: Music For Balearic People Vol.5 - Mixed by Roger Shah (2014)
- Global Experience with Brian Laruso and Roger Shah (2015)
- Magic Island: Music For Balearic People Vol.6 - Mixed by Roger Shah (2015)
- Sunlounger – The Downtempo Edition (2010)

Single
- Claps (1999)
- Commandments (1999)
- Riddim (2000)
- Crawling (2008)
- Tides Of Time feat. No Iron (2001)
- High (2002)
- Sunday Morning (2003)
- Sunset Road with York (group) (2004)
- Beautiful (2006)
- Palmarosa (2007)
- Who Will Find Me feat. Adrina Thorpe (2007)
- Going Wrong with Armin van Buuren feat. Chris Jones (2008)
- Don't Wake Me Up feat. Inger Hansen (2008)
- Back To You feat. Adrina Thorpe (2008)
- Healesville Sanctuary (2009)
- Hold On with Judge Jules feat. Amanda Angelic (2010)
- Eden with Leon Bolier / Lay Down feat. Todd Wright (2011)

### Sunlounger
Albumy studyjne
- Another Day On The Terrace (2007)
- Sunny Tales (2008)
- The Beach Side of Life (2010)
- Balearic Beauty (2013)

Single
- White Sand (2006)
- Aguas Blancas (2007)
- In & Out (2007)
- Crawling (2008)
- Catwalk / Mediterranean Flower (2008)
- Lost feat. Zara (2008)
- Found feat. Zara (2010)
- Life feat. Lorilee (2011)
- Try To Be Love feat. Zara Taylor (2012)
- Finca (with Rocking J) (2012)

### Black Pearl
Single
- Bounty Island
- Coral Sea
- Rise